# Daniel Gorenstein
Daniel E. Gorenstein (né le 1er janvier 1923 à Boston ; mort le 26 août 1992 aux États-Unis) est un mathématicien américain qui a joué un rôle majeur dans le programme de la classification des groupes simples finis qui s'est terminé provisoirement dans les années 1980.
Il est spécialiste de la théorie des groupes finis et d'algèbre commutative. C'est d'après lui que sont nommés les anneaux de Gorenstein, même si on rapporte  qu'il a toujours prétendu ne rien y comprendre, même pas la définition.

## Biographie
Gorenstein étudie à l'université Harvard notamment avec Saunders Mac Lane. Il soutient sa thèse en 1950 sous la direction d'Oscar Zariski. Il part en 1951 à l'université Clark, puis devient professeur associé de 1958-1959 à 1964 à l'université Cornell, date à laquelle il change pour l'université du Nord-Est à Boston. Il passe l'année 1968-1969 à l'Institute for Advanced Study. Depuis 1969, il est professeur à l'université Rutgers, où il reste jusqu'à sa mort. De 1975 à 1981 il y est président du département de mathématiques. En 1989 il est un des fondateurs du DIMACS (en) (Center for Discrete Mathematics and Theoretical Computer Science), dont il est le premier directeur.

## Recherche
Le changement d'intérêt de la géométrie algébrique vers la théorie des groupes se situe autour de 1957, et a lieu entre autres sous l'influence d'Israel Herstein. Il participe au programme de classification des groupes simples finis durant le  Group Theory Year 1960-1961, à l'université de Chicago, année où John Griggs Thompson et Walter Feit développent leur démonstration de la résolubilité des groupes d'ordre impair.
Parmi ses élèves, il y a notamment Michael O'Nan (de).

## Prix et distinctions
- En 1972-73 il est Guggenheim Fellow et Fulbright Fellow.
- Depuis 1978 il est membre de la National Academy of Sciences et de la American Academy of Arts and Sciences.
- En 1989 il reçoit le Prix Leroy P. Steele pour ses livres d'enseignement.
- En 1978 il est orateur d'une conférence plénière au Congrès international des mathématiciens à Helsinki (The Classification of Finite Simple Groups) et en 1970 il est Invited Speaker du congrès de l'ICM à Nice (Centralizers of involution in finite simple groups).

## Écrits
- Daniel Gorenstein, Finite Groups, Harper and Row, 1968. — Réédition : AMS Chelsea Publishing, 2007  (ISBN 978-0821843420).
- Daniel Gorenstein, Finite simple groups : An introduction to their classification, Springer, coll. « University Series in Mathematics », 1982, 333 p. (ISBN 978-0-306-40779-6)
- Daniel Gorenstein et Koichiro Harada, « Finite groups whose 2-subgroups are generated by at most 4 elements », Memoirs of the American Mathematical Society, no 147,‎ 1974 (ISBN 978-0-8218-1847-3, DOI 10.1090/memo/0147, MR 0367048)
- Daniel Gorenstein, « The classification of finite simple groups I. Simple groups and local analysis », Bull. Amer. Math. Soc., vol. 1, no 1,‎ 1979, p. 43-199 (MR 513750, lire en ligne)
- Daniel Gorenstein et Richard Lyons, « The local structure of finite groups of characteristic 2 type », Memoirs of the American Mathematical Society, vol. 42, no 276,‎ 1983 (ISBN 978-0-8218-2276-0, DOI 10.1090/memo/0276)
- Daniel Gorenstein, Richard Lyons et Ronald M. Solomon, The classification of finite simple groups, vol. 40.1-40.6, Providence, R.I, American Mathematical Society, coll. « Mathematical surveys and monographs », 1994-2005 — en six volumes :

— Numéro 1 : 1994,  (ISBN 978-0-8218-0960-0)
— Numéro 2 : 1996,  (ISBN 978-0-8218-0390-5)
— Numéro 3 : 1998,  (ISBN 978-0-8218-0391-2)
— Numéro 4 : 1999,  (ISBN 978-0-8218-1379-9)
— Numéro 5 : 2002,  (ISBN 978-0-8218-2776-5)
— Numéro 6 : 2005,  (ISBN 978-0-8218-2777-2)